# Torresmenudas (kommun)
Torresmenudas är en kommun i Spanien.   Den ligger i provinsen Provincia de Salamanca och regionen Kastilien och Leon, i den centrala delen av landet, 190 km väster om huvudstaden Madrid. Antalet invånare är 208.